# Michaïl Arvanítis-Avrámis
Michaïl Arvanítis-Avrámis (grec moderne : Μιχαήλ Αρβανίτης-Αβράμης) est un homme politique grec. Il est député au Parlement hellénique et membre d'Aube dorée.

## Biographie
Lors des élections législatives grecques de mai 2012, il est élu député pour la 14e législature, qui aura duré du 6 au 19 mai 2012.
Lors des élections législatives grecques de juin 2012, il est réélu le 17 juin 2012 à la 15e législature.
Aux élections législatives de janvier 2015, il est à nouveau élu député au Parlement hellénique dans la circonscription de l'Achaïe. Il est présenté par son parti à la fonction de cinquième vice-président du Parlement pour la XVIe législature le 6 février, mais il échoue à obtenir la majorité absolue des suffrages avec 37 votes pour, 197 votes blancs et 32 votes nuls.